# Moonlight Serenade (film)
Pour les articles homonymes, voir Moonlight Serenade.
Pour plus de détails, voir Fiche technique et Distribution.
Moonlight Serenade est un film américain de Giancarlo Tallarico, réalisé en 2006 et sorti directement en vidéo en décembre 2009.

## Synopsis
Un pianiste découvre que la belle jeune fille au vestiaire d'un club de jazz à une belle voix et la persuade pour former un spectacle musical avec lui.

## Fiche technique
- Titre : Moonlight Serenade
- Réalisation : Giancarlo Tallarico
- Scénario : Jonathan Abrahams et Giancarlo Tallarico
- Musique : Joey DeFrancesco
- Casting : Dan Shaner et Michael Testa
- Directeur de la photographie : Eric Larson
- Producteurs: Charlie Burton, Anthony Mastromauro et Giancarlo Tallarico
- Producteurs associés : Jonathan Abrahams et Mike Florio
- Producteur exécutif : Jerry Sanders
- Coproducteur exécutif : Joey DeFrancesco
- Producteur superviseur : Steve Bartlett
- Genre : Musical, romance, drame
- Sociétés de production : Identity Films et Talestic Entertainment
- Pays :  États-Unis
- Durée : 91 minutes
- Date de sortie : 
  -  États-Unis : 3 décembre 2009[1] (première DVD)

## Distribution
- Alec Newman : Nate Holden
- Amy Adams : Chloe
- J. B. Blanc : Paul Holtzman
- Moon Bloodgood : Marie Devrenier
- Felix J. Boyle : le détective
- Scott Cohen : Volgler, David
- Khani Cole : le chanteur de jazz
- Derek de Lint : Terence Hill
- Harriet Sansom Harris : Angelica Webster

## Autour du film
- Le film a été tourné à Los Angeles[2].
- Le film a été bloqué en post-production et a attendu trois ans pour que le film soit véritablement fini[3],[4].
- Amy Adams tourna ce film après le succès qu'elle a obtenu avec le long-métrage indépendant  Junebug, où sa prestation de femme enceinte lui a valu les faveurs des critiques et des festivals, obtenant plusieurs récompenses (notamment le Prix Spécial du Jury au Festival de Sundance) et nominations (Oscar de la meilleure actrice notamment).
- Le film a été effectivement achevé en 2005, mais il a fallu attendre 2009 pour qu'il sorte - en DVD - aux États-Unis[5].